# 金章洙

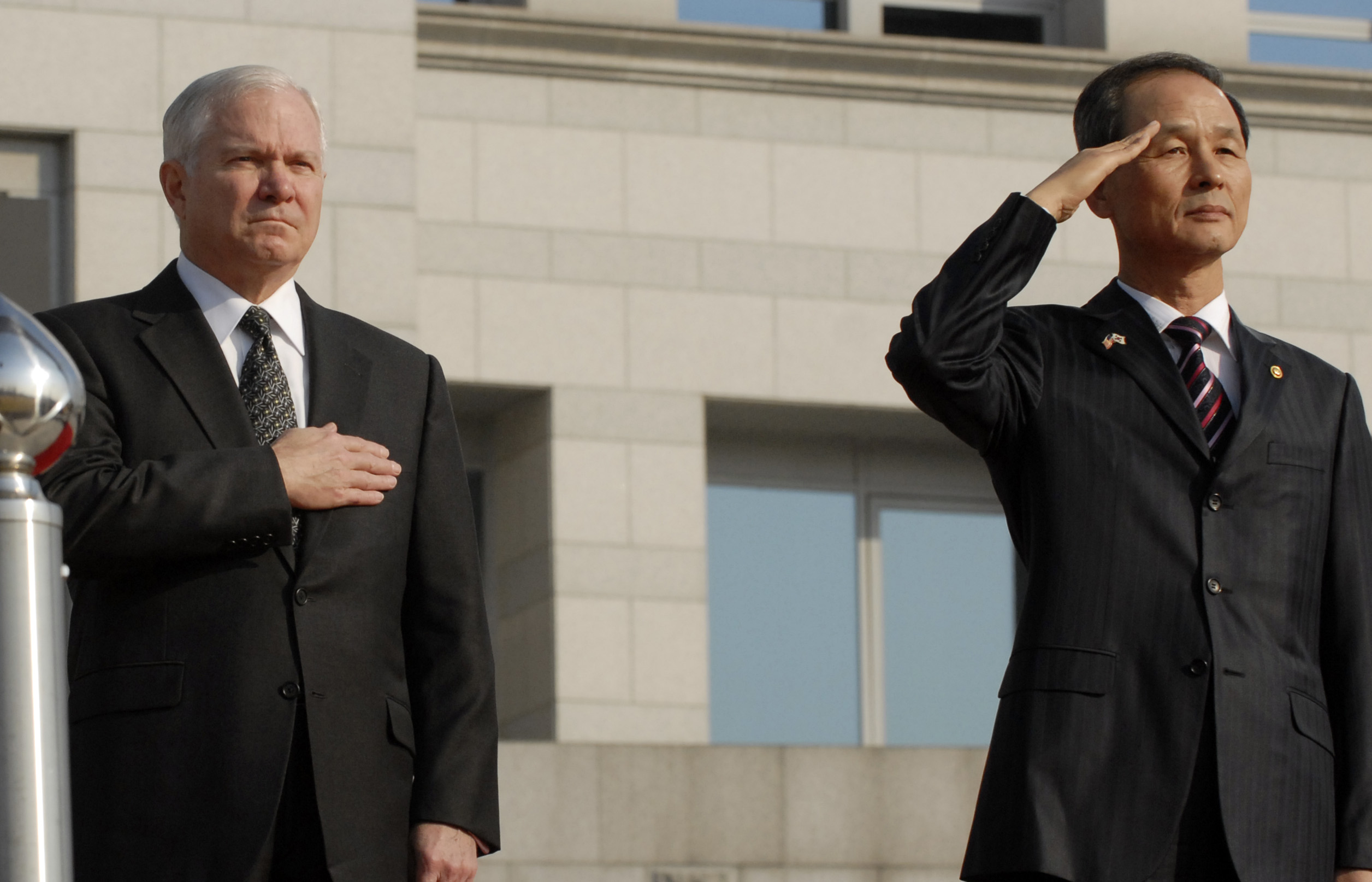
金章洙（右）和時任美國國防部長羅伯特·蓋茨

金章洙（韓語：김장수；1948年2月26日—）是一名大韓民國政治人物、退役將領和外交官，早年畢業於韓國國防大學，並且在延世大學取得公共行政碩士。並歷任大國家黨國會議員、第37任陸軍參謀總長、第40任國防部長、青瓦台國家安保室室長。
2015年起接替權寧世出任第11任駐中華人民共和國大使。2017年9月卸任。是首位軍人出身的大使。
2018年3月29日，韓國檢察廳起诉金章洙，指其擔任青瓦台國家安保室室長期間，在世越号沉沒事故中涉嫌伪造公文。
1. ↑  
.   [2018-04-17]. （原始内容存档于2018-04-18）.